# Jean-Baptiste Lœillet de Londres
Pour les articles homonymes, voir Jean-Baptiste Lœillet.
Jean-Baptiste Lœillet est un compositeur baptisé à Gand (Pays-Bas espagnols) le 18 novembre 1680 et mort à Londres le 19 juillet 1730. Il ne doit pas être confondu avec son cousin Jean-Baptiste Lœillet de Gand.

## Biographie
Fils de Jean Baptiste François Loeillet et de sa femme Barbe, Jean-Baptiste Loeillet a probablement été élevé par son oncle Peter Loeillet à la suite de la mort de son père en 1685. Après des études à la maîtrise de la cathédrale de Gand, il se rend à Londres vers 1705, anglicise son nom en John Lœillet of London.
Il excelle dans le hautbois et la flûte traversière, qu'il aurait introduite comme instrument à la mode dans la société britannique. Il joue de ces deux instruments dans différentes institutions, dont l'orchestre de Drury Lane et le Queen's Theater,. Il devient parallèlement un professeur de clavecin recherché,.
Sa contribution à la vie musicale londonienne est par ailleurs complétée par l'organisation à son domicile dès 1710 de concerts hebdomadaires, qui fournirent notamment le cadre de la création anglaise des Concerti Grossi de Corelli.
Son activité de compositeur est centrée sur la musique instrumentale, avec des sonates et des sonates en trio pour divers instruments accompagnés de la basse continue. Les recueils de Lessons pour le clavecin ou épinette (vers 1712 / 1723) ajoutent un volet pédagogique à cette production.

### Confusion avec Lully
Par suite de l’homonymie, résultant de la prononciation anglaise, à peu près semblable, du nom de Lully, l’illustre compositeur florentin, et celui de Loeillet, il s’était créé au début une assimilation, dans l’esprit du public londonien, entre les deux personnalités. Tel menuet favori des mondaines, passait pour être de l’auteur d’Atys, alors qu’il était du maître gantois. Involontairement ou volontairement, le premier éditeur de ce dernier consacra la confusion en mettant sur le titre des Lessons for Harpsichord : « composed by Mr Baptist Lully ».

## Œuvres
- 3 Lessons for the Harpsichord or Spinet (Londres, Daniel Wright, 1712) ;
- [Six] Sonatas for Variety of Instruments, op. 1 (Londres, 1722)[2] : 
  - sonates n° 1, 3 et 5 pour flûte à bec, hautbois et basse continue
  - sonates n° 2, 4 et 6 pour 2 flûtes et basse continue
- Six Suites of Lessons for the Harpsichord or Spinet (Londres, John Walsh, 1723) ;
- 12 Sonatas in Three Parts op. 2 (Londres, Walsh & Hare, vers 1725) : 
  - sonates n°1, 3, 5, 7, 9 et 11 pour 2 violons et basse continue
  - sonates n° 2, 4 et 6 pour flûte à bec, hautbois et basse continue
  - sonates n° 8, 10 et 12 pour 2 flûtes et basse continue
- 12 Solos, Six for a Common Flute op. 3 (Londres, 1729)[5] :
  - solos n° 1-6 pour flûte à bec
  - solos n° 7-12 pour flûte et basse continue

## Hommages
L'astéroïde (13011) Loeillet est nommé en son honneur.